# Arrondissement Guingamp
Guingamp is een arrondissement van het Franse departement Côtes-d'Armor in de regio Bretagne. De onderprefectuur is Guingamp.

## Kantons
Het arrondissement was tot 2014 samengesteld uit de volgende kantons:
- kanton Bégard
- kanton Belle-Isle-en-Terre
- kanton Bourbriac
- kanton Callac
- kanton Gouarec
- kanton Guingamp
- kanton Maël-Carhaix
- kanton Mûr-de-Bretagne
- kanton Plouagat
- kanton Pontrieux
- kanton Rostrenen
- kanton Saint-Nicolas-du-Pélem

Na de herindeling van de kantons bij decreet van 13 februari 2014, met uitwerking op 22 maart 2015, omvat het volgende kantons:
- kanton Bégard (deel 14/23)
- kanton Callac
- kanton Guingamp (deel 7/9)
- kanton  Paimpol
- kanton Plélo
- kanton Plouha (deel 1/17)
- kanton Rostrenen